# Noregs Ungdomslag
Noregs Ungdomslag (NU) (en français : Association des jeunes Norvégiens) , fondée en 1896, est une organisation culturelle de plus de 16 000 membres répartis en 450 sections dans toute la Norvège. 

## Description
Parmi les activités on trouve principalement la danse folklorique, le théâtre, les costumes et des occupations pour les plus jeunes. Certaines sections locales, comme Bondeungdomslaget i Oslo, gèrent leurs propres clubs sportifs, ou aussi des sections de musique. De 1913 à 1956, l'organisation avait un secrétariat partagé avec l’organisation linguistique de Nynorsk, Noregs Mållag.
Elle travaille en collaboration avec des institutions telles que le théâtre Nynorsk Det Norske Teatret et le magazine pour enfants Norsk Barneblad.
Après 1900, les sections s’emploient aussi à soutenir la défense et l’armée.